# Chromis amboinensis
Chromis amboinensis és una espècie de peix de la família dels pomacèntrids i de l'ordre dels perciformes.

## Morfologia
Els mascles poden assolir els 9 cm de longitud total.

## Distribució geogràfica
Es troba des de l'Illa Christmas i el nord-oest d'Austràlia fins a Samoa, Tonga i les Illes Marshall.